# (443) Photographica
(443) Photographica est un astéroïde de la ceinture principale découvert par M. Wolf et A. Schwassmann le 17 février 1899.
Le nom de l’astéroïde fait allusion à la technique photographique que Max Wolf a été l’un des premiers astronomes à utiliser intensivement pour trouver des corps célestes.